# Όrοs Piliο kai Paraktia Thalassia Zoni
Όrοs Piliο kai Paraktia Thalassia Zoni este o arie protejată (arie specială de conservare — SAC, sit de importanță comunitară — SCI) din Grecia întinsă pe o suprafață de 31.477,96 ha, integral pe uscat.

## Localizare
Centrul sitului Όrοs Piliο kai Paraktia Thalassia Zoni este situat la coordonatele 39°25′53″N 23°04′40″E / 39.431255°N 23.077811°E.

## Înființare
Situl Όrοs Piliο kai Paraktia Thalassia Zoni a fost declarat sit de importanță comunitară în august 1996 pentru a proteja 9 specii de animale. Situl a fost protejat și ca arie specială de conservare în martie 2011.

## Biodiversitate
Situată în ecoregiunile marină mediteraneană și mediteraneană, aria protejată conține 12 habitate naturale: Recifuri, Vegetație anuală la limita mareei, Faleze cu vegetație de Limonium spp. endemic de pe coastele mediteraneene, Râuri mediteraneene cu debit intermitent, cu specii de Paspalo-Agrostidion, Matorral arborescenți cu Juniperus spp., Păduri de fag Luzulo-Fagetum, Păduri panonice-balcanice de stejar turcesc - stejar sesil, Păduri de Castanea sativa, Păduri de fag elene cu Abies borisii-regis, Păduri de Quercus frainetto, Păduri de Platanus orientalis și Liquidambar orientalis (Platanion orientalis), Păduri de Quercus ilex și Quercus rotundifolia.
La baza desemnării sitului se află mai multe specii protejate:
- nevertebrate (4): croitorul mare al stejarului (Cerambyx cerdo), Cordulegaster heros, Euplagia quadripunctaria, rădașcă (Lucanus cervus)
- reptile (5): Chelonia mydas, țestoasa de baltă (Emys orbicularis), țestoasă bănățeană (Testudo hermanni), Testudo marginata, elaphe situla (Zamenis situla)

Pe lângă speciile protejate, pe teritoriul sitului au mai fost identificate 15 specii de plante, 3 specii de amfibieni, 9 specii de mamifere, 3 specii de nevertebrate, 8 specii de reptile.